# Philipp Georg von Dietherdt
Philipp Georg von Dietherdt (* 6. November 1741 in Hohengrape bei Pyritz; † 26. März 1807 in Königsberg) war ein preußischer Generalmajor und Chef des Militärdepartements im Generaldirektorium, Staats-, Geheimer Etats- und Kriegsminister sowie dirigierender Minister und Präses des Oberkriegskollegiums. Die Bedeutung des Generals lag auf verwaltungstechnischem Gebiet.

## Leben

### Herkunft
Seine Eltern waren Kasper Christoph Friedrich von Dietherdt (* 7. August 1707; † 11. Juli 1780) und dessen Ehefrau Susanne Amalie, geborene von Papstein (* 10. Februar 1717; † 15. März 1764). Sein Vater war Sekondeleutnant im Infanterieregiment Nr. 7 sowie Erbherr auf Hohengrape, Dietersdorf und Pumptow. Sein Bruder Carl Johann Christoph von Dietherdt (* 1746; † 1809) wurde preußischer Landrat.

### Militärkarriere
Im Jahr 1757 wurde Dietherdt Gefreitenkorporal im Dragonerregiment Nr. 3 und am 11. Oktober 1758 Fähnrich. Während des Siebenjährigen Krieges kämpfte er in Kunersdorf und Reichenbach. In der Zeit wurde er am 5. März 1762 Sekondeleutnant. Am 5. Februar 1776 wurde er Stabshauptmann und nahm als solcher am Bayrischen Erbfolgekrieg teil. Am 16. März 1783 stieg er zum Major auf und wurde am 14. November 1788 Intendant bei Korps von Usedom. Am 10. Oktober 1790 wurde er zum Eskadronchef ernannt und am 21. Januar 1793 wurde er Oberst. 
Am 6. Februar 1793 wurde Dietherdt von General von Möllendorf ad Interim zum Kommandanten von Posen ernannt und war damit der erste preußische Kommandant von Polen. Dazu erhielt er am 23. April 1793 den Orden Pour le Mérite und am 17. Mai 1794 erhielt er 150 Taler Tafelgeld. Seine Position in Posen übergab er 1796 an Daniel Ludwig von Crousaz. Er wurde dann am 29. Januar 1796 zum Vizedirektor des 2. Departements des Oberkriegskollegiums ernannt. Dabei konnte er seine Eskadron behalten und erhielt 1000 Taler Zulage. Am 4. November 1706 wurde er 2. Generalintendant der Armee mit 3000 Talern Zulage, aber er musste jetzt seine Eskadron abgeben. Am 28. Januar 1799 wurden ihm die Geschäfte des Generalintendanten übertragen. Am 21. Mai 1801 wurde er Generalmajor und am 2. Juli 1804 Direktor des 1. Departements des Oberkriegskollegiums und Chef des Militärdepartements im Generaldirektorium. Am 27. Oktober 1804 wurde er Staats-, Geheimer Etats- und Kriegsminister sowie dirigierender Minister auf Chef und Präses des Oberkriegskollegiums. Als mit den Vorbereitungen zum Ersten Koalitionskrieg begonnen wurde, wurde der bisherige Kommandant von Berlin, General von Goetze zur Armee abkommandiert und Dietherdt zum Kommandanten ad Interim ernannt. Am 18. März 1806 konnte er die Aufgaben wieder abgeben und verstarb im Jahr darauf unverheiratet in Königsberg.